# Los Freddy's (Wooly Bully)
En 1964, para grabar su primer disco de larga duración (LP), cambian el nombre de "The Freddy Boys" por "Los Freddy's", y bajo el sello Peerless se pone a la venta el LP "Los Freddy's", con 10 canciones de los que 4 fueron éxitos indiscutibles en todo México: "Diciéndote Te Quiero" (composición de Antonio González Padilla), "Sin Razón Para Vivir" (adaptación en español a la canción "Tired of Waiting For You", éxito de The Kinks en el mismo año), "Sueño Feliz" (composición de Antonio González Padilla) y "Ven, Dame Tu Fe" (también de Antonio González Padilla). En la portada del disco se ven parados, de izquierda a derecha: Fernando Tapia, José Luis Tapia y Valentín Terrones; en cuclillas, de izq. a der.: Arturo Cisneros, Artemio Chávez y Javier Virgen.

## Lista de canciones
1. Wooly Bully ("Wooly Bully" - Sam the Sham & the Pharoahs) - 2:28
2. Sin Razón Para Vivir ("Tired of Waiting For You" - Kinks) - 2:28
3. Si Tu Te Vas ("Just A Little" - The Beau Brummels) - 2:25
4. Sueño Feliz - 1:56
5. Ven, Dame Tu Fe - 2:52
6. Un Mundo Sin Amor - 2:55 ("A World Without Love" - Peter & Gordon)
7. Muchachos - 2:10
8. Traeme Mi Amor - 2:49
9. Diciéndote Te Quiero - 3:04
10. El Diablo En Su Corazón  ("The Devil In Her Heart" - Beatles) - 2:06

- Datos: Q6682743